# アンジェリカ・パガニバン
アンジェリカ・パガニバン（Angelica Panganiban、1986年11月4日 - ）は、フィリピンの女優。ケソン出身。
アテネオ・デ・マニラ大学卒業。6歳だった1992年にLove Noteでテレビデビューをしている。

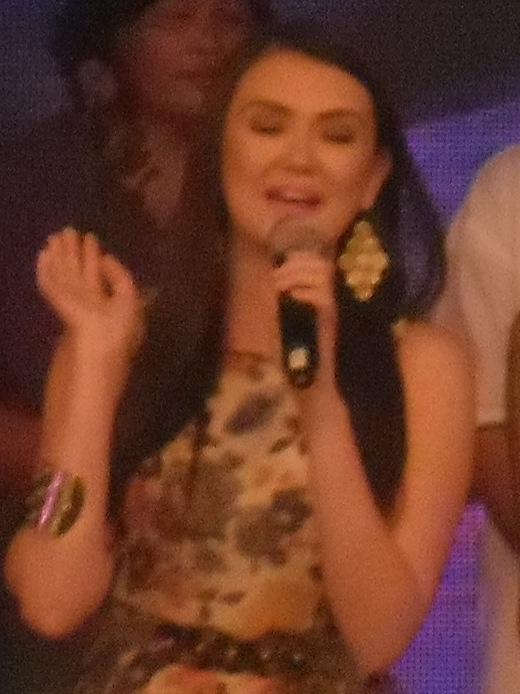
2012年

## 出演作
- 運命というもの（2014年）